# Inger-Marie Ytterhorn

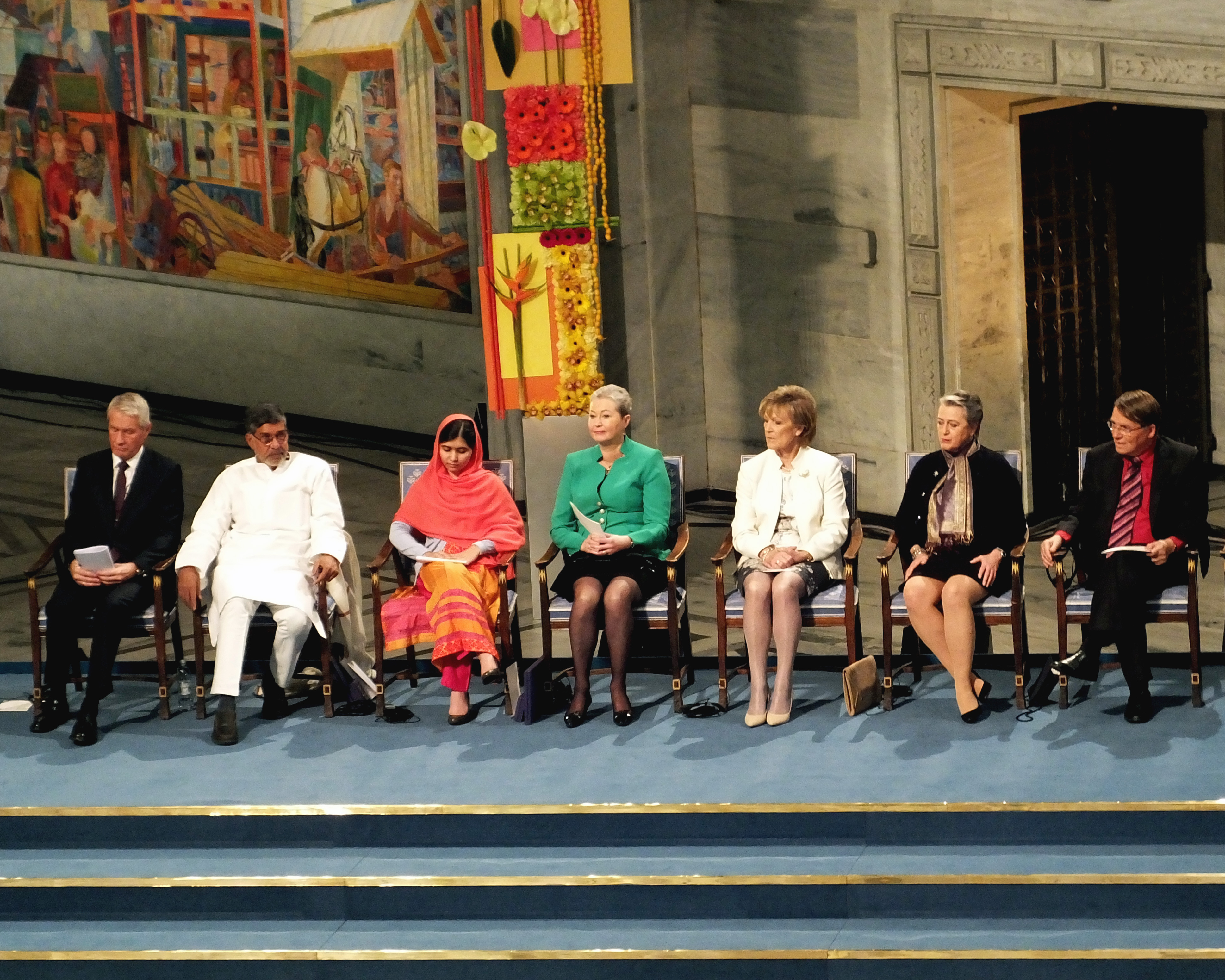
Inger-Marie Ytterhorn (tredje från höger) vid utdelningen av Nobels fredspris 2014.

Inger-Marie Ytterhorn, född Thorud 18 september 1941 i Oslo, död 30 mars 2021, var en norsk politiker som var representant för Fremskrittspartiet. Hon satt i Stortinget 1989–1993 och var medlem av Norska Nobelkommittén 2000-2017.